# Gelete Burka
Gelete Burka (i bland stavat Gelete Burika), född den 23 januari 1986 i Arsi, är en etiopisk friidrottare som tävlar i medeldistanslöpning.
Burka deltog vid VM i friidrott 2005 i Helsingfors på 1 500 meter där hon tog sig vidare till finalen och slutade åtta. Vid VM 2007 i Osaka deltog hon på den längre distansen 5 000 meter och blev där tia i finalen.
Hennes första internationella medalj kom vid inomhus-VM 2008 där hon slutade trea på 1 500 meter. Hon deltog även vid Olympiska sommarspelen 2008 i Peking på 1 500 meter, men blev utslagen redan i försöket.  
Hon ledde 1500-metersfinalen i VM i Berlin 2009 men knuffades omkull av Natalia Rodriguez under sista varvet och sprang därefter in på sista plats.

## Personliga rekord
- 1 500 meter - 3.59,60
- 5 000 meter - 14.31,20